# سرية عمرو بن العاص (سواع)
سرية عمرو بن العاص إلى سواع، في شهر رمضان سنة 8 هـ.

## مجريات السرية
في رمضان سنة 8 هـ الموافق يناير 630م، بعد فتح مكة، وبعدما حطم المسلمون أشهر أصنام العرب اللات والعزى ومناة المنصوبة حول الكعبة، تبقى صنم آخر شهير عند العرب، وهو صنم سواع، وهو صنم لهذيل على ثلاثة أميال من مكة. وكان هذا الصنم على صورة امرأة: يحجون إليه ويعبدونه. فبعث النبي محمد عمرو بن العاص في جماعة من أصحابه إلى سواع ليهدمه، فلما وصل إليه وعنده السادن قال: «ما تريد؟» قال عمرو: «أمرني رسول الله صلى الله عليه وسلم أن أهدمه»، قال: «لا تقدر على ذلك»، فقال: «لم؟»، قال: «تُمنَع» قلت «حتى الآن أنت في الباطل؟ ويحك وهل يسمع أو يبصر؟»، ثم دنا منه عمرو فكسره وأمر أصحابه فهدموا بيت خزانته، فلم يجدوا فيه شيئًا ثم قال للسادن «كيف رأيت؟» قال «أسلمت لله».